# براوانتیتسه
براوانتیتسه (به چکی: Bravantice) یک منطقهٔ مسکونی در جمهوری چک است که در ناحیه نووی ییتشین واقع شده‌است. براوانتیتسه ۱۱٫۳۴ کیلومتر مربع مساحت و ۸۷۶ نفر جمعیت دارد و ۲۴۳ متر بالاتر از سطح دریا واقع شده‌است.